# Nguyễn Đình Nghi
Nguyễn Đình Nghi (12 tháng 12 năm 1928 – 9 tháng 2 năm 2001) là một trong những đạo diễn tiêu biểu của nền sân khấu hiện đại của Việt Nam nửa cuối thế kỉ 20.

## Tiểu sử và sự nghiệp
Nguyễn Đình Nghi sinh ngày 12 tháng 12 năm 1928 tại tỉnh Kiến An (nay là thành phố Hải Phòng), quê nội của ông ở làng Phù Đổng, Tiên Du, Bắc Ninh. Ông là con trai cả của nhà thơ - nhà hoạt động sân khấu Thế Lữ, mẹ ông là bà Nguyễn Thị Khương.
Năm 1950, ông theo gia đình lên Việt Bắc tham gia Kháng chiến chống Pháp và bắt đầu hoạt động sân khấu trên cương vị là một diễn viên Đoàn kịch Chiến Thắng. Cùng đoàn kịch và cha mẹ, Ông theo bước chân các đơn vị bộ đội đi biểu diễn khắp các nẻo đường Tuyên Quang, Yên Bái, Phú Thọ, Thái Nguyên.
Năm 1954, khi hòa bình lặp lại tại miền Bắc, công cuộc kiến thiết và xây dựng nước nhà được khởi động. Nhà nước chủ trương cử nhân tài sang các nước khác để học tập và rèn luyện. Trong đó ưu tiên chuyên ngành đạo diễn sân khấu. Và thế hệ những đạo diễn như Đình Quang, Trần Hoạt, Ngô Y Linh, Trường Nhiên,... được cử sang nước ngoài học tập.
Nguyễn Đình Nghi là một trong những nhà giáo đầu tiên đào tạo lớp diễn viên kịch nói khóa 1 (1961 – 1964). Đó là những nghệ sĩ nổi tiếng sau này như: Hà Văn Trọng, Doãn Hoàng Giang, Trọng Khôi, Thế Anh, Đoàn Dũng, Ngọc Thủy, Doãn Châu,...
Ông qua đời vào ngày 9 tháng 2 năm 2001 tại Hà Nội, hưởng thọ 73 tuổi.

## Cống hiến

### Diễn viên Kịch nói
- "Những người ở lại" của Nguyễn Huy Tưởng.

### Đạo diễn sân khấu
- "Nguyễn Trãi ở Đông Quan" của Nguyễn Đình Thi.
- "Rừng trúc" của Nguyễn Đình Thi.
- "Tiếng sấm Tây Nguyên".
- "Âm mưu và hậu quả" (1971).
- "Đại đội trưởng của tôi" (1975).
- "Nguyễn Trãi ở Đông Quan" (1980).
- "Nguồn sáng trong đời".
- "Hình và bóng" (1976, tác giả: Thùy Linh, Hoàng Yến) - Đoàn kịch nói Hải Phòng.
- "Con cáo và chùm nho" (1976, G. Phigeiredo) - Đoàn kịch nói Hải Phòng.
- "Hoa cúc xanh trên đầm lầy" (1987, Lưu Quang Vũ) - Đoàn kịch nói Hải Phòng.
- "Hecnani" (1994, Vichto Huygô) - Đoàn kịch nói Hải Phòng, Huy chương bạc hội diễn toàn quốc năm 1994.
- "Người con gái sông Cấm" (1964, tác giả: Phan Tất Quang) - Đoàn chèo Hải Phòng.
- "Lôi Vũ" (Hai tập, 1989, tác giả: Tào Ngu) - Đoàn cải lương Hải Phòng.
- "Rừng trúc" (1999).

## Vinh danh
- Nghệ sĩ Ưu tú (1984).[3][4]
- Nghệ sĩ Nhân dân (1988).[5][6]
- Giải thưởng Hồ Chí Minh về văn học nghệ thuật (đợt IV – 2012) cho các vở diễn: Hồn Trương Ba da hàng thịt, Rừng trúc, Nguồn sáng trong đời, Nguyễn Trãi ở Đông Quan, ông được truy tặng cùng với đạo diễn sân khấu Dương Ngọc Đức.

## Đời tư
Vợ ông là nữ diễn viên kịch nói Mỹ Dung, được nhà nước phong tặng danh hiệu Nghệ sĩ ưu tú.